# Leonhard Stock
Leonhard Stock (Zell am Ziller, 14 marzo 1958) è un ex sciatore alpino austriaco, campione olimpico nella discesa libera a Lake Placid 1980 e portabandiera dell'Austria durante la cerimonia di apertura dei XV Giochi olimpici invernali di Calgary 1988.

## Biografia

### Stagioni 1975-1981
Stock conquistò i primi risultati in carriera agli Europei juniores di Mayrhofen 1975, dove vinse la medaglia d'argento nella discesa libera e nello slalom gigante; l'anno dopo, nella rassegna continentale giovanile di Gällivare 1976, nelle medesime specialità si aggiudicò la medaglia d'oro. Ottenne il primo risultato di rilievo in Coppa del Mondo l'8 gennaio 1977 giungendo 8º in discesa libera sul classico tracciato Kandahar di Garmisch-Partenkirchen. Nella stagione seguente partecipò ai Mondiali di Garmisch-Partenkirchen 1978, sua prima presenza iridata, senza ottenere piazzamenti di rilievo, e il 10 dicembre dello stesso anno salì per la prima volta sul podio in Coppa del Mondo, piazzandosi 3º nella combinata disputata a Schladming; al termine di quella stagione 1978-1979 risultò 2º nella classifica generale di Coppa del Mondo, staccato dal vincitore Peter Lüscher di 23 punti.
Nel 1980 fu convocato per i XIII Giochi olimpici invernali di Lake Placid 1980, sua prima presenza olimpica, e vinse la medaglia d'oro nella discesa libera. Degli sciatori austriaci che presero parte alla gara, Stock era il meno pronosticabile per il successo finale, sia a causa di un infortunio alla spalla in cui era incappato poco prima delle Olimpiadi, sia per la concorrenza dei colleghi di nazionale; infatti il selezionatore decise di far gareggiare l'atleta solo dopo il buon risultato delle prove. A Lake Placid si classificò inoltre 26º nello slalom gigante, 18º nello slalom speciale e vinse la medaglia di bronzo nella combinata valida soltanto ai fini dei Mondiali 1980.

### Stagioni 1982-1993
Ai Mondiali di Schladming 1982 si classificò 15º nella discesa libera; l'anno dopo ai XV Giochi olimpici invernali di Calgary 1988, dopo esser stato portabandiera dell'Austria durante la cerimonia di apertura, si classificò 4º nella discesa libera e 8º nel supergigante. Salì per la prima volta sul gradino più alto del podio in Coppa del Mondo il 6 gennaio 1989, quando vinse la discesa libera disputata sulle nevi di Laax, e ai successivi Mondiali di Crans-Montana 1987 si classificò 8º nella discesa libera, 4º nel supergigante e 8º nella combinata.
Ai Mondiali di Vail 1989 e di Saalbach-Hinterglemm 1991, sue ultime presenze iridate, si classificò rispettivamente 9º nel supergigante e 4º nella discesa libera. Ai XVI Giochi olimpici invernali di Albertville 1992, sua ultima presenza olimpica, non completò la discesa libera; il 12 dicembre dello stesso anno conquistò la terza e ultima vittoria in Coppa del Mondo, nella discesa libera disputata sulla Saslong in Val Gardena, e il 22 dicembre successivo l'ultimo podio, a Bad Kleinkirchheim in supergigante (2º). Si ritirò al termine di quella stessa stagione 1992-1993 e la sua ultima gara fu il supergigante di Coppa del Mondo disputato il 26 marzo a Åre, chiuso da Stock al 13º posto.

## Palmarès

### Olimpiadi
- 1 medaglia, valida anche ai fini dei Mondiali:
  - 1 oro (discesa libera a Lake Placid 1980)

### Mondiali
- 1 medaglia, oltre a quella vinta in sede olimpica e valida anche ai fini iridati:
  - 1 bronzo (combinata a Lake Placid 1980)

### Europei juniores
- 4 medaglie[2][3]:
  - 2 ori (discesa libera, slalom gigante a Gällivare 1976)
  - 2 argenti (discesa libera, slalom gigante a Mayrhofen 1975)

### Coppa del Mondo
- Miglior piazzamento in classifica generale: 2º nel 1979
- 25 podi (12 in discesa libera, 7 in combinata, 6 supergigante):
  - 3 vittorie (in discesa libera)
  - 10 secondi posti
  - 12 terzi posti

#### Coppa del Mondo - vittorie
| Data             | Località    | Paese    | Specialità |
| ---------------- | ----------- | -------- | ---------- |
| 6 gennaio 1989   | Laax        | Svizzera | DH         |
| 8 dicembre 1990  | Val-d'Isère | Francia  | DH         |
| 12 dicembre 1992 | Val Gardena | Italia   | DH         |

Legenda:

DH = discesa libera

### Campionati austriaci
- 10 medaglie[3]:
  - 2 ori (discesa libera, supergigante nel 1987)
  - 3 argenti (combinata nel 1978; slalom speciale nel 1979; discesa libera nel 1991)
  - 5 bronzi (discesa libera nel 1977; slalom gigante nel 1979; discesa libera nel 1983; slalom gigante nel 1987; discesa libera nel 1990)